# خرس یخچالی
خرس یخچالی (نام علمی: Ursus americanus emmonsii) نام یک زیرگونه از گونه خرس سیاه آمریکایی است.